# Żukla
Żukla (ukr. Жукля) – wieś na Ukrainie, w obwodzie czernihowskim, w rejonie koriukowskim, w hromadzie Chołmy. W 2001 liczyła 510 mieszkańców, spośród których 499 wskazało jako ojczysty język ukraiński, 9 rosyjski, a 2 białoruski.